# Nitocrella iranica
Nitocrella iranica är en kräftdjursart som beskrevs av Loffler 1959. Nitocrella iranica ingår i släktet Nitocrella och familjen Ameiridae. Inga underarter finns listade i Catalogue of Life.